# Assu
Assú is een gemeente in de Braziliaanse deelstaat Rio Grande do Norte. De gemeente telt 58.183 inwoners (schatting 2017).

## Aangrenzende gemeenten
De gemeente grenst aan Afonso Bezerra, Alto do Rodrigues, Carnaubais, Ipanguaçu, Itajá, Jucurutu, Mossoró, Paraú, São Rafael, Serra do Mel en Upanema.

## Geboren
- Gabriel Veron (2002), voetballer